# St. Paul (Graz-Liebenau)

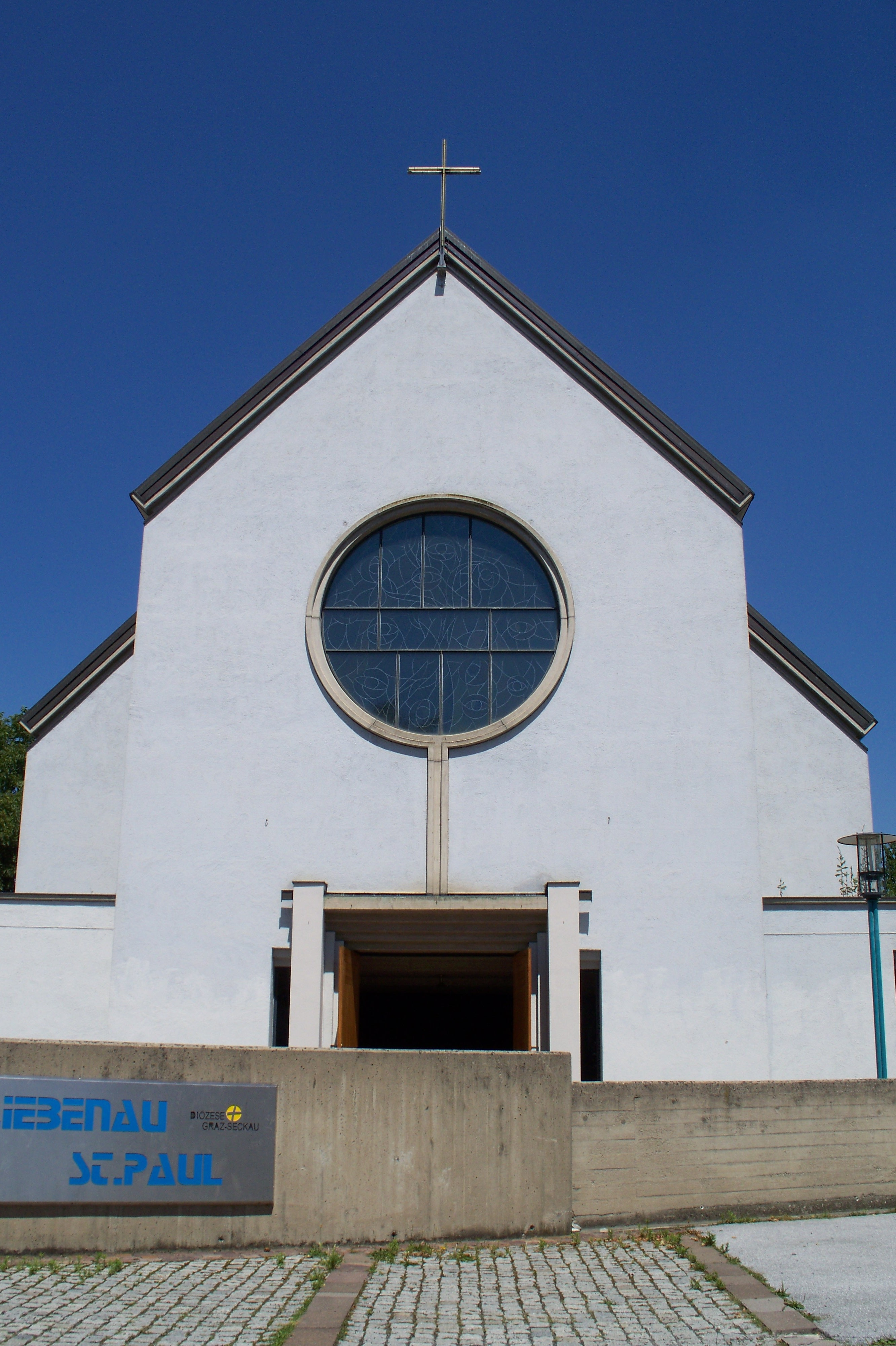
Pfarrkirche St. Paul

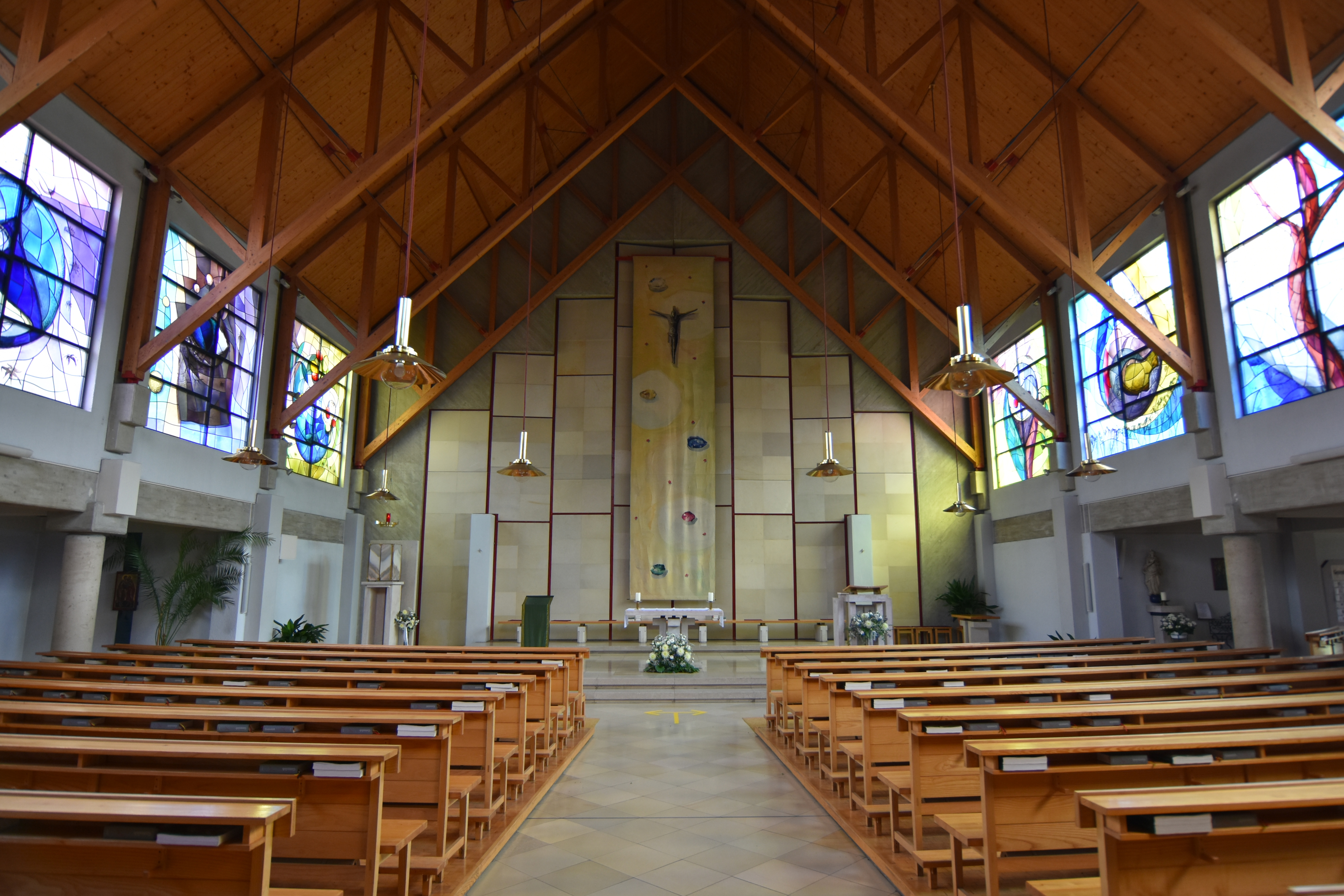
Innenansicht der Kirche

Die Kirche St. Paul bzw. Pfarrkirche Graz-Liebenau ist eine römisch-katholische Kirche im 7. Grazer Gemeindebezirk Liebenau.

## Geschichte und Gestaltung
Aus einer Baracke, die vom Flughafen Graz-Thalerhof stammt, wurde im Jahr 1948 eine Notkirche, die Barackenkirche  Mariä Verkündigung, für die ständig wachsende Pfarrbevölkerung (Pfarre St. Paul seit 1949) errichtet. In den Jahren 1984 bis 1987 wurde ein Seelsorgezentrum samt neuer Kirche nach den Plänen des Architekten Reinhard Schöpf gebaut. Der alte Pfarrhof ist mit der Kirche mit ihrem weithin sichtbaren Glockenturm durch einen Arkadengang verbunden. 
Die Gebäude, zu denen auch die alte Notkirche gehört, gruppieren sich um einen Kirchplatz. Am Eingang des Sakralbaus befindet sich ein Portikus mit einem Pyramidendach. Die Formensprache der Kirche St. Paul ist einfach gehalten und besitzt eine klare Linienführung. Lediglich der dreischiffige Hauptraum, ein Rundfenster und eine durchlaufende Glasfensterzone erinnern an eine mittelalterliche Bautradition. Die Fenster wurden von Alois Moosbacher entworfen und zeigen den Kirchenpatron Paulus und die Gottesmutter Maria. Die Orgel wurde 2002 von der Firma Rieger Orgelbau aus Schwarzach, Vorarlberg gebaut.
In der Werktagskapelle (ehemalige Barackenkirche) befindet sich am Altar ein Holzkreuz, welches 1946 von inhaftierten deutschen Soldaten geschnitzt wurde.